# Flechtorfer Mühle

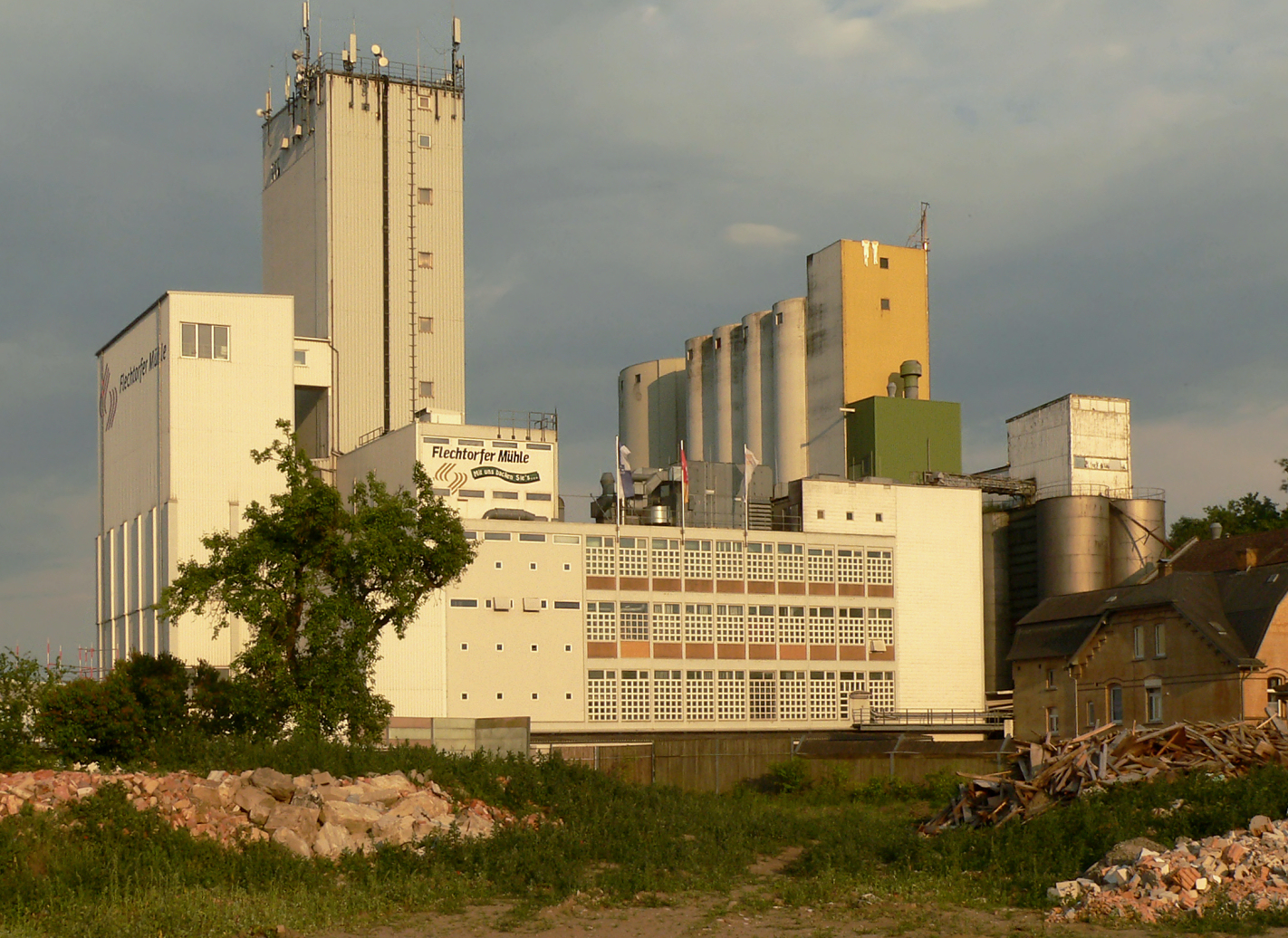
Flechtorfer Mühle

Die Flechtorfer Mühle ist eine Getreidemühle im Ortsteil Flechtorf der Gemeinde Lehre in Niedersachsen. Sie liegt an der Niedersächsischen Mühlenstraße.

## Geschichte
Die Mühle geht auf eine urkundlich erstmals 1370 erwähnte Wassermühle an der Schunter zurück. Die Mühle ging in der zweiten Hälfte des 18. Jahrhunderts in erbpflichtigen Privatbesitz über. Vor dem Verkauf wurde sie von dem Müller Johann Christian Sack bewirtschaftet. Nach seinem Tod heiratete seine Witwe 1770 den späteren Käufer Georg Heinrich Bäumler, der ein Mahlmüller und Sohn des Meisters Joachim Jacob Bäumler aus Heiligendorf war. 1779 kauft dieser die „Herzögliche Wasser-Mahl-Mühle“. 1834 konnte der Erbzins durch das Gesetz über die Ablösung von Grundlasten durch einmalige Zahlungen von Christian Bäumler abgelöst werden.  Dessen Sohn aus zweiter Ehe wurde alleiniger Besitzer der Mühle. 1919 wurde ein neues Mühlengebäude gebaut, welches am 16. Januar 1928 mit 16 Mahlstühlen, der gesamten Maschinenanlage und 900 Zentner Weizen, Mehl und Kleie verbrannte. Die Brandursache konnte nicht geklärt werden und der nicht durch eine Versicherung abgedeckte Brandschaden führte zu einem Konkurs. 1932 wurde der Müller Walter Thönebe aus Königslutter der neue Besitzer.

## Modernisierung und Erweiterung der Mühle

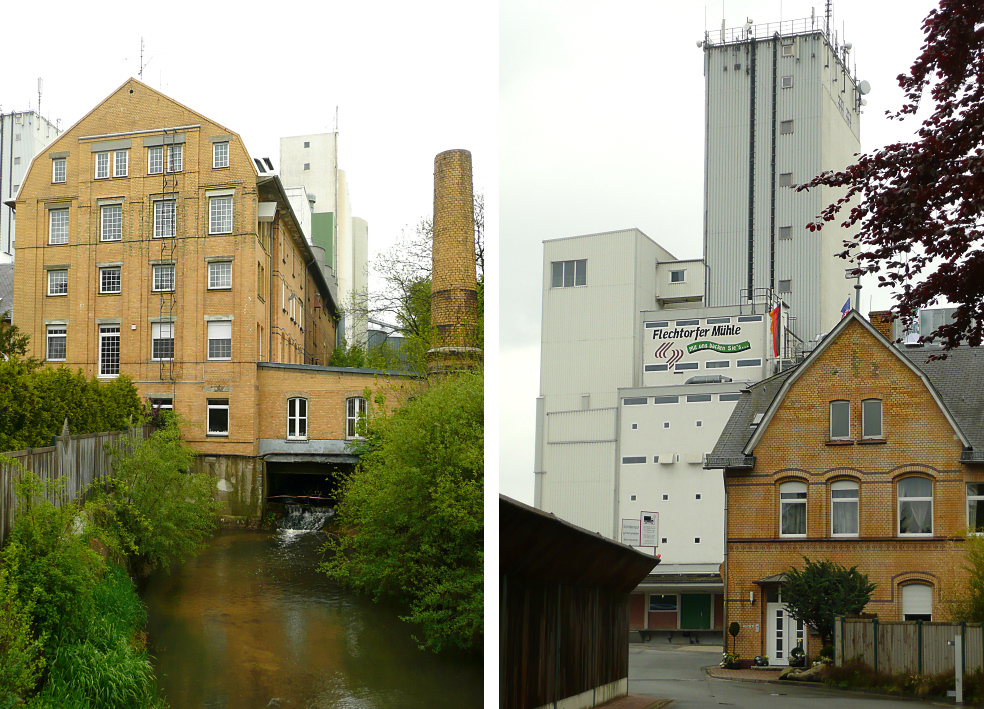
Der Mühlenbetrieb an der Schunter, rechts die modernen Anlagen

Im Laufe der Zeit wurde die Mühlenanlage dem aktuellen technischen Standard angepasst und nicht mehr mit Wasser betrieben. Nach dem Zweiten Weltkrieg wurde sie in regelmäßigen Abständen erweitert. Neben Mehl werden heute vor Ort auch Fertigprodukte, wie Backmischungen, hergestellt. 2009 hatte das seit drei Generationen in Familienhand geführte Unternehmen einen jährlichen Umsatz von 80 Millionen Euro. Dabei geht etwa ein Drittel der Produktion ins Ausland.